# Ребясе (Риуге)
Ребясе (ест. Rebäse) — село в Естонії, входить до складу волості Риуге, повіту Вирумаа.